# Surava
Surava (Italiaans (verouderd): Sorava) is een plaats en voormalige gemeente in het Zwitserse kanton Graubünden, en maakt deel uit van het district Albula. In 2015 is de gemeente samen met de andere gemeenten Alvaneu, Alvaschein, Brienz/Brinzauls, Mon, Stierva en Tiefencastel tot de nieuwe gemeente Albula/Alvra.
Surava telt 200 inwoners.
Het wapen van Surava bevat een lintworm.